# I منقط (السيريلية)
I منقط  (І і ؛ مائل: І і) ، يُطلق عليه أيضًا العلامة العشرية i (и десятеричное ، بعد قيمته الرقمية السابقة) أو منقط بسيط i ، هو حرف من النص السيريلي. وعادة ما يمثل حرف العلة الأمامي القريب / i / ، مثل نطق ⟨i⟩ في اللغة الإنجليزية "آلة". يتم استخدامه في قواعد الإملاء للبيلاروسية ، الكازاخستانية ، خاكاس ، كومي ، الكاربات روسين والأوكرانية ، وفي كثير من الأحيان ، ولكن ليس دائمًا ، يعادل الحرف السيريلي i (И и) كما هو مستخدم في اللغة الروسية واللغات الأخرى. ومع ذلك ، تم استخدام الحرف І (⟨І⟩) أيضًا باللغة الروسية قبل الإصلاح البلشفي عام 1918.
في الأوكرانية ، І هو الحرف الثاني عشر من الأبجدية ويمثل الصوت [i] في الكتابة. يستخدم الأوكراني и لتمثيل الصوت [ɪ]. في اللغة البيلاروسية ، أنا هو الحرف العاشر من الأبجدية. إنه يمثل [i]. يستخدم النوعان القياسيان من Carpathian Rusyn і و и و ы لثلاثة أصوات مختلفة: / i / و / ɪ / و / / على التوالي. في Komi ، يحدث і فقط بعد الحروف الساكنة д و з و л و н و с و т ولا يلفظهم ، بينما и يفعل. في الكازاخستانية وخاكاس ، تمثل і / ɘ / ، كما في "بت".